# South American Cup i alpin skidåkning 2017
South American Cup i alpin skidåkning 2017 är 2017 års upplagan av South American Cup. Den inleddes i argentinska Cerro Catedral den 7 augusti 2017 och avslutades den 22 september 2017 i chilenska El Colorado.
Regerande vinnare från föregående säsong är Ester Ledecka, Tjeckien och Josef Ferstl, Tyskland.

## Beskrivning
| DH | Störtlopp                           |
| SG | Super-G                             |
| GS | Storslalom                          |
| SL | Slalom                              |
| P  | Parallellstorslalom/Parallellslalom |
| CE | Stadsevenemang                      |
| AK | Alpin kombination                   |
| LT | Lagtävling                          |

## Tävlingsschema och resultat

### Herrar
| Datum             | Plats          | Disciplin | Etta                    | Tvåa                           | Trea                           | Detaljer |
| ----------------- | -------------- | --------- | ----------------------- | ------------------------------ | ------------------------------ | -------- |
| 7 augusti 2017    | Cerro Catedral | GS        | Tomas Birkner de Miguel | Sebastiano Gastaldi            | Alexandre Coltier              | Resultat |
| 10 augusti 2017   | Cerro Catedral | SL        | Sebastiano Gastaldi     | Cristian Javier Simiri Birkner | Tomas Birkner de Miguel        | Resultat |
| 11 augusti 2017   | Cerro Catedral | SL        | Alexandre Coltier       | Tomas Birkner de Miguel        | Cristian Javier Simiri Birkner | Resultat |
| 2 september 2017  | El Colorado    | GS        | Rasmus Windingstad      | Dominik Schwaiger              | Miha Hrobat                    | Resultat |
| 3 september 2017  | La Parva       | SL        | Martin Arene            | Ondrej Berndt                  | Natko Zrncic Dim               | Resultat |
| 5 september 2017  | La Parva       | DH        | Brice Roger             | Thomas Dressen                 | Klemen Kosi                    | Resultat |
| 5 september 2017  | La Parva       | DH        | Klemen Kosi             | Josef Ferstl                   | Brice Roger                    | Resultat |
| 6 september 2017  | La Parva       | SG        | Thomas Dressen          | Klemen Kosi                    | Guillermo Fayed                | Resultat |
| 10 september 2017 | Chapelco       | GS        | Sebastiano Gastaldi     | Cristian Javier Simiri Birkner | Sven von Appen                 | Resultat |
| 11 september 2017 | Chapelco       | GS        | Sebastiano Gastaldi     | Cristian Javier Simiri Birkner | Tomas Birkner de Miguel        | Resultat |
| 12 september 2017 | Chapelco       | GS        | Sebastiano Gastaldi     | Sven von Appen                 | Kai Horwitz                    | Resultat |
| 13 september 2017 | Cerro Catedral | SL        | Tomas Birkner de Miguel | Axel Esteve                    | Sebastiano Gastaldi            | Resultat |
| 18 september 2017 | El Colorado    | AK        | Rasmus Windingstad      | Miha Hrobat                    | Guglielmo Bosca                | Resultat |
| 18 september 2017 | El Colorado    | SG        | Klemen Kosi             | Jack Gower                     | Guglielmo Bosca                | Resultat |
| 19 september 2017 | El Colorado    | SG        | Jack Gower              | Marko Vukicevic                | Bjørnar Neteland               | Resultat |
| 20 september 2017 | El Colorado    | DH        | Marko Vukicevic         | Guglielmo Bosca                | Stian Saugestad                | Resultat |
| 21 september 2017 | El Colorado    | AK        | Marko Vukicevic         | Rasmus Windingstad             | Joan Verdu                     | Resultat |
| 21 september 2017 | El Colorado    | DH        | Marko Vukicevic         | Guglielmo Bosca                | Joan Verdu                     | Resultat |

### Damer
| Datum             | Plats          | Disciplin | Etta                      | Tvåa                    | Trea                   | Detaljer |
| ----------------- | -------------- | --------- | ------------------------- | ----------------------- | ---------------------- | -------- |
| 7 augusti 2017    | Cerro Catedral | GS        | Nuria Pau                 | Lorelie Coulet          | Nicol Gastaldi         | Resultat |
| 8 augusti 2017    | Cerro Catedral | GS        | Nicol Gastaldi            | Nuria Pau               | Salome Bancora         | Resultat |
| 10 augusti 2017   | Cerro Catedral | SL        | Kim van Reusel            | Salome Bancora          | Lorelie Coulet         | Resultat |
| 11 augusti 2017   | Cerro Catedral | SL        | Francesca Baruzzi Farriol | Lorelie Coulet          | Kim van Reusel         | Resultat |
| 2 september 2017  | El Colorado    | GS        | Anna Hofer                | Ester Ledecka           | Nicol Gastaldi         | Resultat |
| 3 september 2017  | La Parva       | SL        | Nuria Pau                 | Nicol Gastaldi          | Ester Ledecka          | Resultat |
| 5 september 2017  | La Parva       | DH        | Ester Ledecka             | Carmina Pallas          | Elena Yakovishina      | Resultat |
| 5 september 2017  | La Parva       | DH        | Ester Ledecka             | Carmina Pallas          | Noelle Barahona        | Resultat |
| 6 september 2017  | La Parva       | SG        | Ester Ledecka             | Noelle Barahona         | Macerna Simiri Birkner | Resultat |
| 10 september 2017 | Chapelco       | GS        | Noelle Barahona           | Nuria Pau               | Salome Bancora         | Resultat |
| 11 september 2017 | Chapelco       | GS        | Noelle Barahona           | Nicol Gastaldi          | Nuria Pau              | Resultat |
| 12 september 2017 | Chapelco       | GS        | Noelle Barahona           | Nuria Pau               | Salome Bancora         | Resultat |
| 13 september 2017 | Cerro Catedral | SL        | Nuria Pau                 | Macarena Simiri Birkner | Salome Bancora         | Resultat |
| 18 september 2017 | El Colorado    | AK        | Nuria Pau                 | Aleksandra Prokopyeva   | Elena Yakovishina      | Resultat |
| 18 september 2017 | El Colorado    | SG        | Aleksandra Prokopyeva     | Manon Campillo          | Elena Yakovishina      | Resultat |
| 19 september 2017 | El Colorado    | SG        | Iulija Pleshova           | Anna Hofer              | Aleksandra Prokopyeva  | Resultat |
| 20 september 2017 | El Colorado    | DH        | Aleksandra Prokopyeva     | Iulija Pleshova         | Carmina Pallas         | Resultat |
| 21 september 2017 | El Colorado    | AK        | Aleksandra Prokopyeva     | Elena Yakovishina       | Macerna Simiri Birkner | Resultat |
| 21 september 2017 | El Colorado    | DH        | Aleksandra Prokopyeva     | Iulija Pleshova         | Noelle Barahona        | Resultat |